# Sebastian Kosiorek
Sebastian Bolesław Kosiorek (* 28. Januar 1983 in Ełk, Polen) ist ein ehemaliger polnischer Ruderer.

## Karriere
Kosiorek begann mit dem Rudersport 1995 im jungen Alter von 12 Jahren, nahm aber an keinerlei internationalen Wettbewerben in Nachwuchsklassen teil. Zur Saison 2003 schaffte er dennoch den Sprung in den polnischen Männer-Achter der offenen Altersklasse, konnte beim Weltcup und den Weltmeisterschaften in Mailand teilnehmen und Platz 8 belegen. Im olympischen Jahr 2004 konnte Kosiorek seinen Platz im polnischen Achter halten und mit Bogdan Zalewski, Piotr Buchalski, Rafał Hejmej, Dariusz Nowak, Wojciech Gutorski, Michał Stawowski, Mikołaj Burda und Steuermann Daniel Trojanowski in Athen bei den Olympischen Sommerspielen an den Start gehen. Die Mannschaft erreichte das Finale nicht und belegte Platz 8 in der Gesamtwertung.
In den vier Jahren vor den Spielen von Peking konnte sich der polnische Achter mit Kosiorek regelmäßig im A-Finale der Weltmeisterschaften platzieren. Bei den Weltmeisterschaften 2005 in Japan wurde Platz 5 belegt, im Folgejahr bei der Ruder-WM in Eton Platz 6. In München 2007 folgte ein weiterer fünfter Platz und mit der Silbermedaille bei den wiedereingeführten Europameisterschaften im heimischen Posen gelang Kosiorek und dem polnischen Achter die erste Podestplatzierung. Die Qualifikation zu den Olympischen Sommerspielen 2008 in Peking gelang ebenfalls. In der Besetzung Sebastian Kosiorek, Michał Stawowski, Patryk Brzeziński, Sławomir Kruszkowski, Wojciech Gutorski, Marcin Brzeziński, Rafał Hejmej, Schlagmann Mikołaj Burda und Steuermann Daniel Trojanowski erreichte das polnische Team das Finale und belegte dort Platz 5. In ähnlicher Besetzung wurde bei den Europameisterschaften wenige Wochen später außerdem die Bronzemedaille gewonnen.
Im neuen Olympiazyklus stand ein personeller Umbruch im polnischen Achter an, Kosiorek wurde dabei von jüngeren Ruderern verdrängt. Er startete 2009 noch zweimal im Achter beim Weltcup, wurde aber für die Weltmeisterschaften im eigenen Land nur im Vierer ohne Steuermann nominiert, wo er Platz 11 belegte. Auch in der Saison 2010 ruderte er im Vierer-ohne bei den Europameisterschaften in Portugal lediglich ins B-Finale. Nach einer weiteren Weltcupteilnahme Anfang 2011 wurde Kosiorek nicht mehr für die Nationalmannschaft berücksichtigt, so dass er seine aktive Karriere nach acht Jahren im internationalen Rudersport beendete.
Kosiorek startete für den Verein Bydgostia Bydgoszcz. Bei einer Körperhöhe von 1,92 m betrug sein Wettkampfgewicht rund 93 kg.